# عملية ملجأ الحلفاء
عملية ملجأ الحلفاء أو عملية إجلاء المتعاونين الأفغان هي عملية عسكرية جارية للولايات المتحدة لنقل أفغان مختارين معرضين للخطر ، لا سيما المترجمين وموظفي السفارة الأمريكية وغيرهم من المتقدمين المحتملين للحصول على تأشيرة الهجرة الخاصة (SIV) والمتعاونين الأفغان ، من أفغانستان.

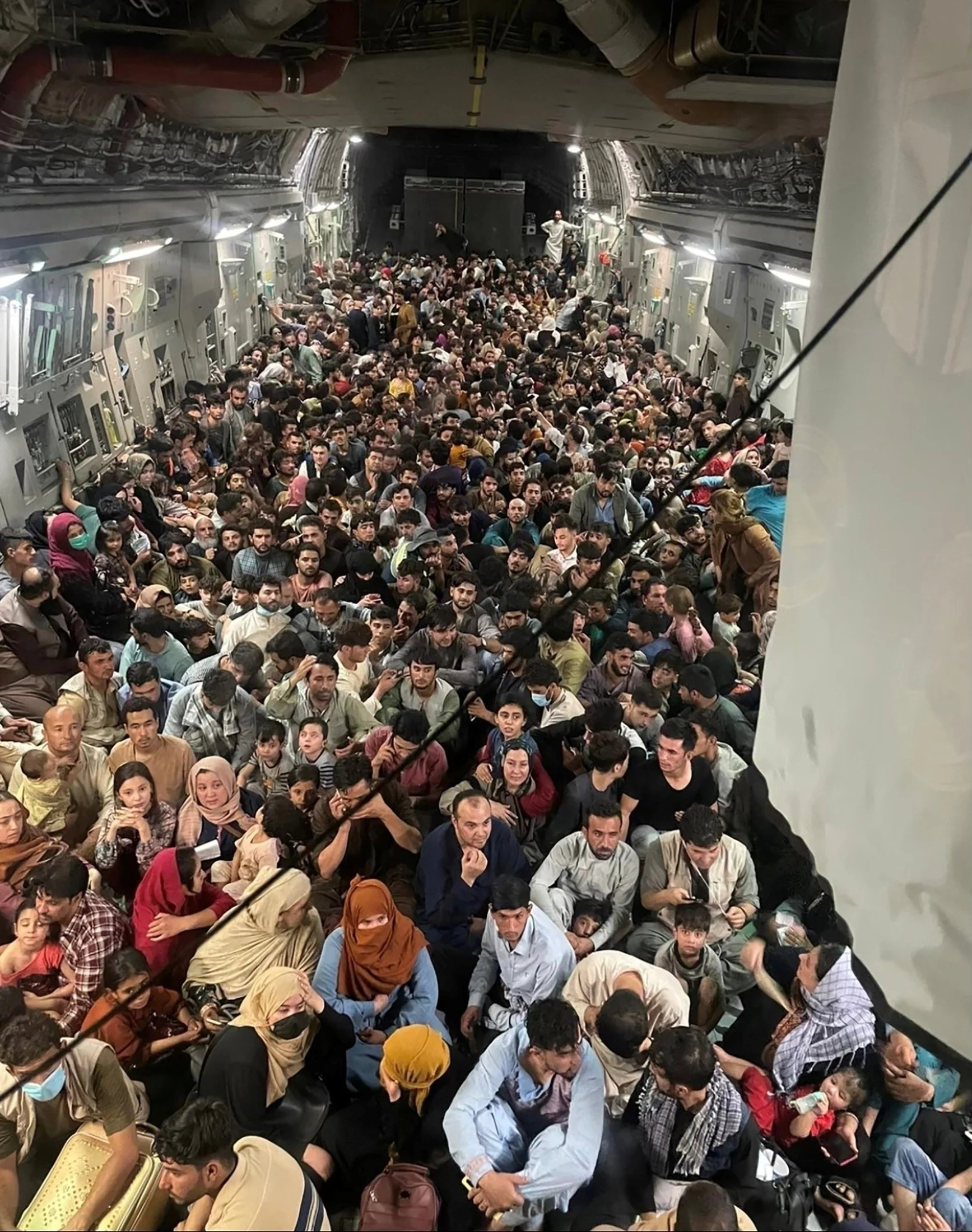
إجلاء المدنيين بطائرات النقل

## التاريخ التشغيلي
في 30 يوليو 2021 ، وصلت المجموعة الأولى المكونة من 200 مترجم فوري أفغاني إلى فورت لي في نيوجيرسي ، وذلك بهدف معالجة التأشيرات الخاصة (SIV) مع بقاء ما لا يقل عن 20000 من حاملي هذه التأشيرة والمتقدمين في عملية النقل.
في 12 أغسطس / آب ، عقب تدهور الوضع في أفغانستان ، أعلنت إدارة بايدن أنه سيتم نشر 3000 جندي أمريكي في مطار كابول الدولي من أجل تأمين إجلاء موظفي السفارة والمواطنين الأمريكيين والمتقدمين بطلبات التأشيرة الخاصة (SIV)، وتم الكشف عن اسم العمليات رسميًا في 14 أغسطس من قبل إدارة بايدن. في 15 أغسطس ، عقب تسليم كابل ، أعلن البنتاغون ووزارة الخارجية عن توسيع الوجود العسكري في المطار إلى ما يقرب من 6000 جندي. وبع ذلك سيطر الجيش الأمريكي على مراقبة الحركة الجوية للمطار في وقت لاحق من اليوم. وفي 16 أغسطس / آب ، قامت طائرة شحن من طراز بوينغ سي-17 غلوب ماستر 3 ، والتي تضم عادة أقل من 150 مظليًا ، بإجلاء حوالي 800 شخص بأمان إلى قاعدة العديد الجوية في قطر.
في 16 أغسطس ، قُتل ما لا يقل عن ثمانية أشخاص في مطار كابل الدولي عندما حاول آلاف الأشخاص ركوب الطائرات . وشوهد ما لا يقل عن شخصين يسقطان من السماء بعد التصاقهما بمعدات الهبوط لطائرة الشحن المغادرة من طراز بوينغ سي-17 غلوب ماستر 3 ، بينما قُتل ثلاثة أشخاص على الأقل متشبثين بجانب طائرة تابعة للقوات الجوية بعد دهسهم. وتم العثور على بقايا جثة أفغاني آخر في معدات إنزال ناقلة C-17 الأمريكية بعد هبوطها. حيثُ قال البنتاغون إن رجلين مسلحين قتلا على يد القوات الأمريكية.
وأكد البنتاغون أن قائد القيادة المركزية الأمريكية الجنرال كينيث ماكنزي الابن التقى بقادة طالبان في العاصمة القطرية الدوحة ووافق مسؤولو طالبان على الشروط التي وضعها ماكنزي، وهي السماح للأفغان المتعاونين بالفرار باستخدام مطار كابل.